# Ольховая Говтва
Ольховая Говтва или Ольховая Голтва (укр. Вільхова Говтва, Ольхова Голтва) — левый приток реки Говтва, протекающий по Полтавскому району Полтавской области Украины. В верхнем течении, до впадения притока Великая Говтва (Средняя Голтва), называется Средняя Говтва.

## География
Длина — 86 км. Площадь бассейна — 790 км². Скорость течения — 0,1. Русло реки в верхнем течении (возле села Андреевка) находится на высоте 102,8 м над уровнем моря, в нижнем течении (возле села Кузьменки) — 92,8 м.
Река берёт начало от двух ручьёв возле села Заики. Река течёт на юго-запад, в приустьевой части делает несколько поворотов (меандрированное). Впадает в реку Говтва (на 34-м км от её устья) на восточной окраине города Решетиловка. 
Долина преимущественно трапециевидная, шириной 2-3 км. Русло умеренно-извилистое, в приустьевой части меандрированное; шириной в нижнем течении 15-20 м, в среднем течении (возле села Очкановка) шириной до 10 м и глубиной 1,0 м; местами пересыхает, где расположены плавни. Для среднего и нижнего течения характерна русловая многорукавность. Пойма заболоченная с луговой и тростниковой растительностью, кустарниками или лесами. Есть пруды. Вода реки используется для орошения. 
Притоки (от истока до устья):
1. Кратова Говтва
2. Гараганка
3. Великая Говтва (Средняя Голтва)

## Населённые пункты
Населённые пункты на реке (от истока до устья):
1. Заики
2. Водяная Балка
3. Онацки
4. Трояны
5. Василевка
6. Ландари
7. Борисовка
8. Андреевка
9. Очкановка
10. Федиевка
11. Лучки
12. Коломак
13. Кузьменки
14. Долина
15. Кукобовка
16. Новая Диканька
17. Демидовка
18. Литвиновка
19. Шкурупиевка
20. город Решетиловка